# Bosc-Bénard-Crescy
Bosc-Bénard-Crescy ist eine Ortschaft und eine Commune déléguée in der Gemeinde Flancourt-Crescy-en-Roumois mit 469 Einwohnern (Stand: 1. Januar 2022) in der Normandie (vor 2016 Haute-Normandie) in Frankreich. 
Zum 1. Januar 2016 wurde Bosc-Bénard-Crescy mit Épreville-en-Roumois und Flancourt-Catelon zur Commune nouvelle Flancourt-Crescy-en-Roumois zusammengelegt. Die Gemeinde Bosc-Bénard-Crescy gehörte zum Département Eure, zum Arrondissement Bernay und zum Kanton Bourgtheroulde-Infreville. 
Bosc-Bénard-Crescy liegt etwa 40 Kilometer südwestlich von Rouen.

## Bevölkerungsentwicklung
| Jahr                      | 1962 | 1968 | 1975 | 1982 | 1990 | 1999 | 2006 | 2013 |
| ------------------------- | ---- | ---- | ---- | ---- | ---- | ---- | ---- | ---- |
| Einwohner                 | 132  | 150  | 215  | 257  | 281  | 330  | 383  | 373  |
| Quelle: Cassini und INSEE |      |      |      |      |      |      |      |      |

## Sehenswürdigkeiten
- Kirche Sainte-Trinité
- Friedhofskreuz aus dem 15./16. Jahrhundert, seit 1961 Monument historique

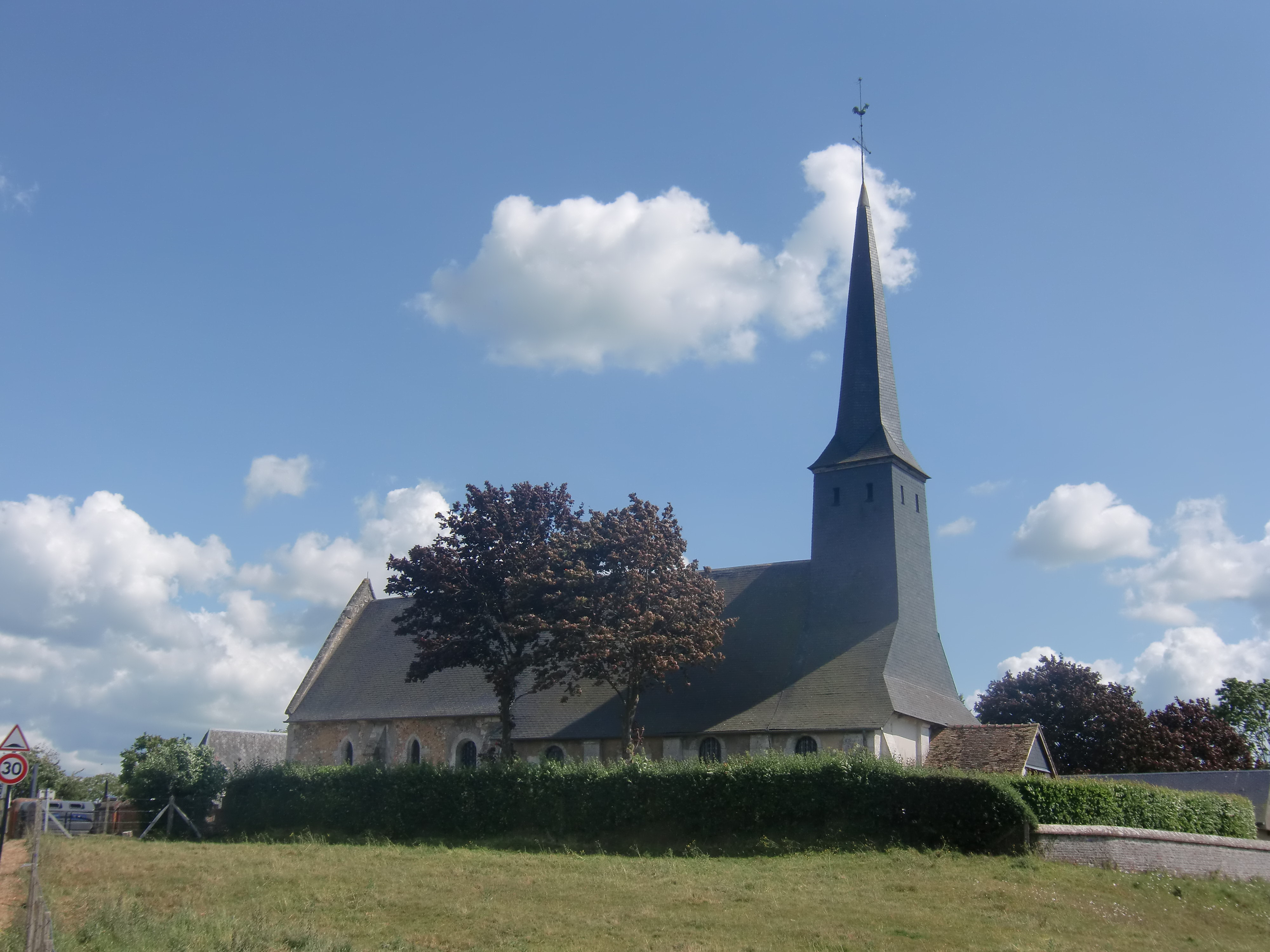
Kirche Sainte-Trinité